# Vicente Cuenca Lucherini
Vicente Cuenca Lucherini (n. 1829) fue un músico español.

## Biografía
Nació en la localidad murciana de Fortuna el 21 de mayo de 1829. Su padre, notable aficionado, lo puso a estudiar música desde temprana edad con Julián Gil; más tarde aprendió a tocar la flauta con el profesor de la catedral de la ciudad. Con su hermano José y otros dos aficionados, fundó una Sociedad de Cuartetos. Como no encontraron un violonchelista aceptable entre los aficionados que había por entonces en Murcia, se vio obligado a aprender a tocarlo en corto tiempo.
Se mudó a Madrid en 1854 y allí se encargó de las revistas artístico-musicales del periódico político El Fénix y luego hizo lo propio con las de El León Español y La Libertad, entre otros. En 1856 fundó en Barcelona, en compañía de otros profesores, el semanario musical de título El Orfeón, con el objeto de difundir y propagar aquella institución. En Madrid también fundó el diario artístico-musical El Entreacto y, en 1866, el semanario El Artista, según Saldoni «exclusivamente consagrado á defender el arte y los artistas músicos». Fue nombrado en 1868 profesor de armonía e historia de la música del Conservatorio de la capital. Cuenca Lucherini, que ha sido descrito como «uno de los principales críticos [musicales] de la etapa final del reinado de Isabel II», firmó en 1873 un resumen del argumento de El anillo del nibelungo de Wagner.